# أبو كريب
محمد بن العلاء بن كريب الهمداني الكوفي المعروف بكنيته أبي كريب، (161 هـ - 247 هـ) هو محدِّث من الثقات، ومن المشايخ التسعة الذين رووا لهم أصحاب الكتب الستة بدون واسطة.

## سيرته ومناقبه
هو محمد بن العلاء بن كريب الهمداني الكوفي، ولد في 161 هـ وعاش بالكوفة، وصنف وجمع وارتحل في طلب الحديث، بلغ في رحلته إلى دمشق، فعنه قال: «أتيت يحيى بن حمزة، فوجدت عليه سواد القضاء فلم أسمع منه، وكنت سافرت أريد إفريقية». وكان كثير الحديث، فكان موسى بن إسحاق: «سمعت من أبي كريب مائة ألف حديث»، وكان ابن عقدة يقول: «ظهر لأبي كريب بالكوفة ثلاث مائة ألف حديث».
أجاب أبو كريب في محنة خلق القرآن، فيقول أحمد بن حنبل: «لو حدثت عمن أجاب في المحنة، لحدثت عن اثنين: أبو معمر، وأبو كريب; أما أبو معمر، فلم يزل بعدما أجاب يذم نفسه على إجابته وامتحانه، ويحسن أمر من لم يجب. وأما أبو كريب، فأجري عليه ديناران، وهو محتاج، فتركهما لما علم أنه أجري عليه لذلك.»، كان أحمد يقول: «اكتبوا عنه; فإنه شيخ صالح، فقالوا: إنه يطعن عليك. قال: فأي شيء حيلتي، شيخ صالح قد بلي بي.»
شهد جنازة الإمام محمد بن يحيى الذهلي، وصلى عليه، وصنف كتاب «المستخرج على الصحيحين» وصنف «المسند الكبير»، وسأله أبو العباس السراج أن يخرج له كتابًا على «صحيح مسلم» ففعل. وكان يقول: «ذهب عمري في جمع هذا الكتاب - يعني "المستخرج" على كتاب مسلم -.»، وكان يقول: «من حقنا أن نجهد في زيادة الصحيح».
أوصى أبو كريب بكتبه أن تدفن معه فدفنت، ومات أبو كريب في يوم الثلاثاء لأربع بقين من جمادى الآخرة سنة ثمان وأربعين ومائتين، وعاش سبعا وثمانين سنة.

## روايته للحديث
- حدث عن: أبي بكر بن عياش، وهشيم بن بشير، ويحيى بن أبي زائدة، وعبد الله بن المبارك، وعبد الرحيم بن سليمان، وعمر بن عبيد، وأبى خالد الأحمر، وأبي معاوية، وابن علية، وسفيان بن عيينة، وحفص بن غياث، وابن إدريس، وعبدة بن سليمان، وعبيد الله الأشجعي، وعبد الله بن الأجلح، وحكام بن سلم، وشعيب بن إسحاق، وزيد بن الحباب العكلي، ومحمد بن أبي عبيدة بن معن، ويحيى بن يمان، ومعتمر بن سليمان، وخلق كثير. وينزل إلى طلق بن غنام، وخالد بن مخلد القطواني، وابن كناسة.
- حدث عنه: الجماعة الستة: محمد بن إسماعيل البخاري، ومسلم بن الحجاج، وأبو عيسى محمد الترمذي، وأبو داود، وابن ماجه، النسائي، ومحمد بن يحيى الذهلي، وأبو زرعة الرازي، وأبو حاتم الرازي، وابن أبي الدنيا، وعثمان بن خرزاذ، وموسى بن إسحاق، وعبد الله بن أحمد بن حنبل، وعبد الرحمن بن خراش، وزكريا خياط، وأبو بكر أحمد بن علي المروزي، ومطين، وجعفر الفريابي، وأبو يعلى الموصلي، وإبراهيم بن معقل، وأحمد بن إسحاق بن بهلول، وأحمد بن يحيى التستري، وإسحاق بن إبراهيم البشتي، وبدر بن الهيثم، وجعفر بن أحمد بن سنان، وحمدان بن عارم البخاري، والحسن بن سفيان، وأبو عروبة، وعبد الله بن زيدان البجلي، وابن ناجية، والقاسم المطرز، وابن خزيمة، والسراج، ومحمد بن هارون الروياني، وعلي بن محمد بن هارون الحميري، ومحمد بن القاسم بن زكريا المحاربي.
- مرتبته عند أهل الحديث:وثقه النسائي وغيره، وقال أبو حاتم الرازي: «صدوق»، وقال أبو عمرو أحمد بن نصر الخفاف: «ما رأيت من المشايخ بعد إسحاق أحفظ من أبي كريب.»، وقال محمد بن عبد الله بن نمير: «ما بالعراق أكثر حديثا من أبي كريب، ولا أعرف بحديث بلدنا منه.»[2]